# Derolus fulgens
Derolus fulgens là một loài bọ cánh cứng trong họ Cerambycidae.